# Crockett’s Theme
«Crockett’s Theme» — инструментальная композиция, сочинённая Яном Хаммером для телесериала «Полиция Майами». Фамилия Крокетт является отсылкой к персонажу Дона Джонсона, Джеймсу «Сонни» Крокетту. Первоначальная версия композиции впервые прозвучала в эпизоде «Возвращение Кальдерона (Часть 1)», который вышел в эфир 19 октября 1984 года. Впоследствии музыкальная тема была включена в официальный сборник Miami Vice II, посвящённый саундтреку из телешоу. Также она фигурирует в альбоме Хаммера Escape from Television 1987 года.
«Crockett’s Theme» была использована в саундтреке к видеоигре Grand Theft Auto: Vice City (звучит на вымышленной радиостанции Emotion 98.3), которая сама по себе во многом была вдохновлена эстетикой «Полиции Майами». Кроме того, композицию можно услышать во многих выпусках советской (а позже российской) телепередачи «Клуб путешественников».

## Чарты и сертификация
Композиция стала хитом в Западной Европе, заняв первое место в чартах Бельгии и Нидерландах в течение двух и четырех недель соответственно. Также она отметилась на второй строчке хит-парадов Ирландии и Великобритании. В мае 1991 года сингл был переиздан в Великобритании с би-сайдом «Chancer» (темой из одноимённого телесериала). Он достиг 47-го места в UK Singles Chart.

### Еженедельные чарты
| Чарт (1987)                        | Высшая позиция |
| ---------------------------------- | -------------- |
| Австрия (Ö3 Austria Top 40)        | 29             |
| Бельгия/Фландрия (Ultratop 50)     | 1              |
| Europe (European Hot 100 Singles)  | 22             |
| Ирландия (IRMA)                    | 2              |
| Нидерланды (Dutch Top 40)          | 1              |
| Нидерланды (Single Top 100)        | 1              |
| Швейцария (Schweizer Hitparade)    | 9              |
| Великобритания (OCC UK Singles)    | 2              |
| США (Billboard Adult Contemporary) | 42             |
| ФРГ (GfK)                          | 4              |

| Чарт (1987)                           | Позиция |
| ------------------------------------- | ------- |
| Belgium (Ultratop Flanders)           | 4       |
| Europe (European Hot 100 Singles)     | 26      |
| Netherlands (Dutch Top 40)            | 2       |
| Netherlands (Single Top 100)          | 2       |
| UK Singles (OCC)                      | 33      |
| West Germany (Official German Charts) | 8       |

| Регион                                                      | Сертификация | Продажи  |
| ----------------------------------------------------------- | ------------ | -------- |
| Нидерланды (NVPI)                                           | Платиновый   | 100 000^ |
| Великобритания (BPI)                                        | Серебряный   | 250 000^ |
| ^ Данные о тиражах приведены только на основе сертификации. |              |          |